# Dietista
Il dietista è il sanitario che si occupa dell'applicazione della scienza dell'alimentazione, soprattutto per quanto riguarda l'elaborazione delle diete a scopo terapeutico. L'associazione scientifica di riferimento dei dietisti italiani è ASAND (Associazione Scientifica Alimentazione Nutrizione e Dietetica), membro di EFAD (The European Federation of the Associations of Dietitians) e di ICDA (The International Confederation of Dietetic Associations).

## Ambiti d'intervento
Gli interessi del dietista, oltre alla dietetica applicata, si allargano al controllo dell'igiene degli alimenti con funzioni di responsabilità, all'educazione alimentare, alla ricerca scientifica, alla coordinazione di attività relative all'alimentazione nonché all'insegnamento universitario delle "scienze e tecniche dietetiche applicate".
Più precisamente, il dietista può:
1. organizzare e coordinare le attività specifiche relative all'alimentazione in generale e alla dietetica in particolare;
2. collaborare con gli organi preposti alla tutela dell'aspetto igienico sanitario del servizio di alimentazione;
3. elaborare, formulare, attuare e controllare le diete prescritte dal medico[4];
4. in autonomia può effettuare valutazioni nutrizionali nelle persone sane e malate;
5. collaborare con altre figure (ad es. psicoterapeuti) al trattamento dei disturbi del comportamento alimentare;
6. studiare ed elaborare la composizione di razioni alimentari atte a soddisfare i bisogni nutrizionali di gruppi di popolazione e pianificare l'organizzazione dei servizi di alimentazione di comunità di sani e di malati;
7. svolgere attività didattico-educativa e di informazione finalizzata alla diffusione di principi di alimentazione corretta tale da consentire il recupero e il mantenimento di un buono stato di salute del singolo, di collettività e di gruppi di popolazione.[2]

## Ordinamenti

### Francia
In Francia il dietista è un laureato nel settore sanitario e il suo profilo professionale è regolato dall'articolo L4371-1 del Codice di Sanità Pubblica francese.
Possono esercitare la professione i possessori di una laurea in BTS Diététique o in DUT génie biologique option diététique. Senza una di queste due lauree, l'esercizio della professione di dietista è illegale ed ai sensi dell'articolo L 4372-1 del codice della sanità pubblica, "la pratica illegale della professione di dietista è punibile con la reclusione di un anno e 15000 € d'ammenda". I dietisti francesi possono scegliere di farsi chiamare anche "nutrizionisti", come sottolinea l'AFDN (Association Française des Diététiciens Nutritionnistes), che è l'associazione dei dietisti francesi.

### Italia
In Italia è abilitato all'esercizio della professione regolamentata di dietista:
- Un soggetto con una laurea in dietistica (classe delle lauree L-SNT/03) o equipollenti ed iscritto all'albo dei dietisti. Il profilo professionale è stabilito dalla legge D.M. 14/09/94 n. 744[2]. In Italia il dietista è la figura professionale sanitaria tecnica abilitata a elaborare diete (come prevedono il D.M. 14/09/94[2], la legge n. 744 10 agosto 2000[6] e l'accordo Stato-regioni Rep. Atti n. 47/CSR del 7 febbraio 2013[7]), mentre la prescrizione medica[8] della dieta spetta solo al medico-chirurgo[9] così come la diagnosi e l'accertamento fisiopatologico delle condizioni del paziente[10].

### Regno Unito
Un dietista registrato (RD) o un dietista nutrizionista registrato (RDN) è un dietista che è in possesso di una serie di requisiti accademici e professionali, inclusi:
- una laurea triennale con un curriculum nutrizionale accreditato
- il superamento dell'esame di registrazione
- un tirocinio riconosciuto in un servizio sanitario, in un servizio ristorativo o presso un ente di comunità[11]

I dietisti devono essere registrati presso l'Health and Care Professions Council (HCPC, formerly the Health Professions Council, HPC) per poter lavorare presso il National Health Service. I requisiti universitari includono l'ottenimento o di una laurea triennale in dietistica o altra qualifica post-bachelor approvata dall'HCPC.